# Budapesti Közművek
A Budapesti Közművek (hivatalos nevén: BKM Budapesti Közművek Nonprofit Zrt., rövidítve: BKM Nonprofit Zrt. vagy BKM) Budapest integrált városi közműtársasága, ami a korábbi állapothoz képest a fővárosi közszolgáltatások nem közlekedési jellegű tevékenységeinek hatékonyabb üzemeltetését hivatott koordinálni. 2021. szeptember 1-jén alakult a korábbi FŐTÁV Nonprofit Zrt., FKF Nonprofit Zrt., FŐKERT Nonprofit Zrt., BTI Nonprofit Zrt. és a FŐKÉTÜSZ Nonprofit Kft. összeolvadásából.

## Története
A BKM-et a német „Stadtwerke” cégek mintára szervezték meg. A koncepció mentén az addig külön vállalatokba széttagolt közszolgáltatásokat (hulladékgazdálkodás, köztisztaság, távhőszolgáltatás, kertészet, temetkezés és kéményseprés) egyetlen önkormányzati szolgáltatóba vonták össze. Az alapító vállalatok a BKM egy-egy divíziójaként működnek tovább, míg az adminisztrációjuk egységesült. Hasonló elven, csak londoni mintára alakult 2011-ben a Budapesti Közlekedési Központ is, ami továbbra is különálló cégként funkcionál tovább.
Formailag a FŐTÁV Nonprofit Zrt. átnevezésével jött létre és ebbe olvadt bele az FKF, a FŐKERT, a BTI és a FŐKÉTÜSZ. Ennek folyományaként a BKM első vezérigazgatója a Főtáv Zrt. addigi vezetője, Mártha Imre lett.
A cég és az összes jogelődje az alapításuktól kezdve mind kizárólag Budapest közigazgatási határain belül működtek egészen 2022. január elsejéig. A BKM ezen a napon Budaörsön is átvette a hulladékgazdálkodási feladatokat a korábbi érdi szolgáltatótól.
2022-ben a MOL és Budapesti Közművek felearányú részesedésével létrejött budapesti székhelyű koncessziós társaság, a MOHU Budapest Zrt., amely a 2022 nyarán elnyert koncessziós pályázat értelmében 2023. július 1-jétől 35 évig irányítja Magyarországon a települési lakossági és ipari eredetű szilárd hulladékgazdálkodást: hulladékgyűjtést, továbbá annak újrahasznosítással vagy ártalmatlanítással történő kezelését. A Budapesti Közművek FKF Köztisztasági Divíziójától pedig átvette a Fővárosi Hulladékhasznosító Mű és a Pusztazámori Regionális Hulladékkezelő Központ üzemeltetését. (A fővárosban és Budaörsön a szilárd hulladék begyűjtése és a főváros kezelésében álló közterületek takarítása az FKF feladata maradt.)